# Антиопа (мать Зефа и Амфиона)
Антиопа (др.-греч. Ἀντιόπη) — персонаж древнегреческой мифологии, относящийся к беотийскому циклу. Возлюбленная Зевса, мать Зефа и Амфиона. Стала героиней одноимённой трагедии Еврипида и картин ряда художников Нового времени.

## В мифологии
Согласно Гомеру, Антиопа была дочерью речного бога Асопа. Эту версию поддержал Аполлоний Родосский. Афинские трагики и большинство авторов последующих эпох называют Антиопу дочерью фиванца Никтея (сына одного из спартов, либо потомка Посейдона и плеяды Алкионы, либо сына Посейдона и Келено) и Поликсо. Автор Киприй считал Антиопу дочерью Лика, брата Никтея. Наконец, Павсаний пишет, что Антиопа была дочерью Никтея, но молва называла Асопа её отцом. Согласно одной из поздних вариаций мифа, Никтей был царём Фив.
Известны две основных версии традиции — беотийская и сикионская. Согласно последней, царь Сикиона Эпопей похитил Антиопу, славившуюся своей красотой, и сделал своей женой. Фиванцы начали из-за этого войну; Никтей в сражении погиб, но и Эпопей был смертельно ранен, а его преемник Ламедон выдал Антиопу, уже беременную, на родину. По беотийской версии, девушку соблазнил Зевс, причём, согласно Еврипиду, он сделал это в облике сатира. Антиковеды полагают, что эта деталь была неизвестна Гомеру, но появилась в мифе до Еврипида. Забеременев от бога, Антиопа сама бежала в Сикион, где стала женой Эпопея. Никтей перед смертью завещал Лику вернуть Антиопу на родину. Тот начал войну, убил Эпопея, а племянницу повёз в Фивы. В пути, у подножия горы Киферон, Антиопа разрешилась от бремени двумя сыновьями-близнецами. Разные авторы называют их сыновьями Зевса либо сыновьями Эпопея; согласно третьему варианту, один мальчик был сыном бога, а другой — сыном смертного.
По приказу Лика младенцев бросили на произвол судьбы. Последующие годы Антиопа провела в заточении, причём её жестоко притесняла жена Лика по имени Дирка. Однажды Антиопе удалось бежать. Она смогла найти сыновей, которые под именами Зеф и Амфион воспитывались в доме одного пастуха на Кифероне. Близнецы свергли Лика и убили Дирку. Согласно локальному фокейскому мифу, события в Фивах разгневали Диониса (Дирка почитала этого бога); он наслал на Антиопу безумие, и та долго блуждала по всей Элладе, пока не встретилась с коринфским героем Фоком (сыном Орнитиона и внуком Сизифа). Фок вылечил Антиопу и сделал своей женой.
В загробном мире, согласно Гомеру, душу Антиопы встретил Одиссей.

## Память

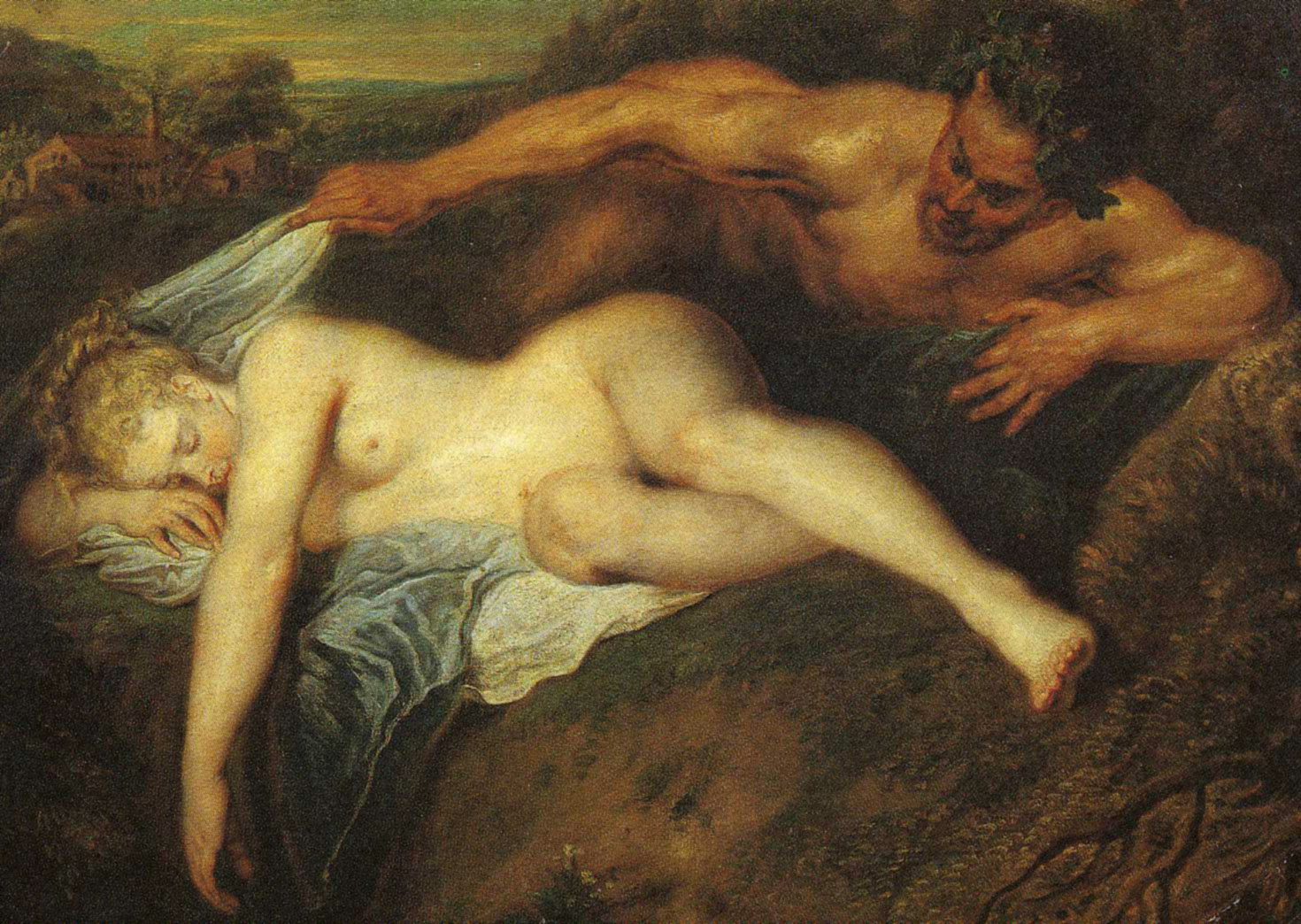
Антуан Ватто. Зевс и Антиопа

Могилу Антиопы и Фока в Тифорее (Фокида) показывали путникам ещё во II веке н. э.. Еврипид написал трагедию о судьбе Антиопы, и его вариант этого сюжета стал в дальнейшем наиболее распространённым, хотя текст сохранился только фрагментарно. Содержание пьесы пересказывает Гигин. У Еврипида Амфион и Зеф — сыновья Зевса, они не признают свою мать после долгой разлуки, потом Дирка приезжает на Киферон и готовит Антиопе казнь, но приёмный отец близнецов рассказывает им правду. Тогда юноши убивают Дирку, привязав её за волосы к быку; они хотят убить и Лика, но это им запрещает появившийся на сцене Гермес. После этого Амфион становится царём Фив.
Марк Пакувий переложил эту пьесу Еврипида на латинский язык («Антиопу» Пакувия упоминает Марк Туллий Цицерон в трактате «О пределах блага и зла»). Перу Эвбула принадлежит комедия с тем же названием.
В Сикионе стояла статуя Антиопы. Изображение Зевса, обнимающего Антиопу, сохранилось на мозаике в Палермо и на этрусском зеркале; на хранящемся в Вене скифосе запечатлена сцена исцеления Антиопы Фоком. В эпоху Нового времени связанные с этим мифом сюжеты использовали Тициан, Антонио да Корреджо, Шарль Андре Ванлоо, Антуан Ватто и другие живописцы.
Двойной астероид (90) Антиопа, открытый в 1866 году, мог быть назван в честь матери Зефа и Амфиона либо в честь амазонки и жены Тесея.